# Karl-Richard Jauns
Karl-Richard Jauns (* 27. Oktober 1922 in Braunschweig; † 22. Juli 1990 in Soest) war ein deutscher Maler, Grafiker und Bildhauer.

## Leben
Karl-Richard Jauns begann sein Kunststudium 1937 an der Kunstgewerbeschule Braunschweig als Schüler von Hugo Kämmerer. Er musste sein Studium unterbrechen, als er 1940 zum Wehrdienst eingezogen wurde, konnte seine künstlerischen Studien aber 1942 während eines Aufenthalts in Prag an der dortigen Kunst Akademie bei Heinrich Hönich fortsetzen. 1943 war er  Gaststudent im Atelier Carpentier in Paris. Seine weitere Ausbildung betrieb er nach dem Krieg erneut in Braunschweig. Von 1947 bis 1949   studierte er an der Werkkunstschule Braunschweig  bei Heinrich Ernst, Bruno Müller-Linow und Paul Egon Schiffers.
1968 erhielt er ein Stipendium von der Münsteraner „Aldegrever Gesellschaft“.
In zahlreichen Einzel- und Gruppenausstellungen im In- und Ausland konnte er seine Arbeiten zeigen. Durch Förderungsankäufe der Bundes- und der Landesregierung kamen seine Werke in öffentliche Sammlungen, und sie sind ebenfalls in privaten Sammlungen vertreten.

## Ausstellungen
- Karl-Richard Jauns, Zeichnung und Graphik. Ausstellung im Städtischen Gustav-Lübcke-Museum Hamm vom 21. Januar bis 18. Februar 1979. (Katalog)